# Konjugation (Grammatik)
Als Konjugation (von lateinisch coniugatio ‚Verbindung‘) bezeichnet man in der Grammatik die Bildung der Wortformen eines Verbs (Zeitworts), also die Flexion der Verben. Die Konjugation ist insofern ein Bestandteil der Morphologie von Verben. Der Begriff wird allerdings auch auf Hilfsverbkonstruktionen ausgedehnt, die vergleichbare Merkmale ausdrücken, wie sonst Wortformen es tun („periphrastische Konjugation“; zum Beispiel das Perfekt „hat gesagt“ neben der einfachen Konjugationsform für die Vergangenheit „sagte“).
Je nach Sprache kann es sich um unterschiedliche Merkmale handeln, die sich in Verbformen ausdrücken. Die bekanntesten sind: Kongruenzformen mit Merkmalen wie Person, Numerus und/oder Genus; ferner Tempus, Modus, Aspekt sowie Genus verbi. Die Zahl möglicher Kategorien, die in verschiedenen Sprachen der Welt als Verbalmorphologie erscheinen können, ist sehr groß. Da der Begriff „Konjugation“ aber aus der lateinischen Grammatik stammt, stehen die aus europäischen Sprachen bekannten Merkmale bei der Verwendung des Begriffs im Vordergrund.
Da der Infinitiv im Gegensatz zu den finiten Flexionsmerkmalen steht (im Deutschen: Tempus, Person/Numerus und Modus), wird der Begriff der Konjugation manchmal so verstanden, dass er die Infinitivformen ausschließt. Eine solche Gleichsetzung von „konjugiertem Verb“ und „finitem Verb“ findet sich insbesondere in Schulgrammatiken oft. Die Bezeichnung Konjugation kann aber auch im weiteren Sinn gemeint sein, also als Bestand sämtlicher Verbformen, unter Einschluss der infiniten Formen.
Eine zweite Bedeutung des Wortes ist Konjugation im Sinne einer Verbklasse, die in der Grammatik einer Sprache bestimmte eigene Flexionsformen im Kontrast zu den Formen anderer Verben hat, also z. B. der Gegensatz zwischen starken und schwachen Verben im Deutschen oder zwischen den Konjugationsklassen des Verbs im Lateinischen: „a-Konjugation“, „e-Konjugation“ usw. Ein derartiger Reichtum an Flexionsformen ist ein Merkmal flektierender Sprachen.

## Konjugation im Deutschen
Die Konjugation im Deutschen richtet sich maßgeblich nach der Einordnung des Verbs in die Klasse der schwachen und in die der starken Verben. Letztere bezeichnet man mitunter als unregelmäßig, wobei bei den schwachen Verben ebenfalls Unregelmäßigkeiten vorkommen und es auch Mischformen aus beiden gibt.
Als Konjugation deutscher Verben zählen folgende Merkmale: Person und Numerus (immer kombiniert), Tempus, Modus und Genus Verbi. Nicht in dieses Merkmalsmuster passen die infiniten Verbformen, also die des Infinitivs und des Partizips. Sie werden teils in der Bildung zusammengesetzter Prädikate verwendet, treten teils aber auch eigenständig auf (z. B. Infinitivkonstruktion in Nebensätzen, attributives Partizip). Das Problem, dass als Konjugationsformen auch zusammengesetzte Prädikate zählen können (periphrastische Konjugation), die ihrerseits infinite Wortformen des Verbs enthalten, erfordert eine Unterscheidung zwischen Konjugation und Wortform, die aber oft nicht präzise gezogen wird.
Die Bildung der Formen erfolgt durch Endungen, durch Änderungen im Verbstamm (starke bzw. unregelmäßige Verben) und durch die Zusammensetzung mit Hilfsverbformen:
| Person + Numerus                  | treten      | kaufen     |
| --------------------------------- | ----------- | ---------- |
| 1. Person Singular (Sprecher)     | ich tret-e  | ich kauf-e |
| 2. Person Singular (Hörer)        | du tritt-st | du kauf-st |
| 3. Person Singular (Person/Sache) | er tritt    | er kauf-t  |

| Modus                         | Modus                         | treten                  | kaufen                  |
| ----------------------------- | ----------------------------- | ----------------------- | ----------------------- |
| Indikativ (Wirklichkeitsform) | Indikativ (Wirklichkeitsform) | ich tret-e, wir tret-en | ihr kauf-t, sie kauf-en |
| Konjunktiv (Möglichkeitsform) | Konjunktiv I                  | ich tret-e, ihr tret-et | ich kauf-e, ihr kauf-et |
| Konjunktiv (Möglichkeitsform) | Konjunktiv II                 | du trätest, wir träten  | er kaufte*, ihr kauftet |
| Imperativ (Befehlsform)       | Imperativ (Befehlsform)       | tritt                   | kauf(e)                 |

* Durch Formengleichheit mit dem Indikativ Präteritum wird bei schwachen Verben der Konjunktiv II oft periphrastisch umschrieben: er würde kaufen
| Tempus (Zeit)                              | treten                 | kaufen                |
| ------------------------------------------ | ---------------------- | --------------------- |
| Präsens (Gegenwart)                        | ich trete              | ich kaufe             |
| Präteritum (Vergangenheit)                 | ich trat               | ich kaufte            |
| Perfekt (vollendete Gegenwart)             | ich habe getreten      | wir haben gekauft     |
| Plusquamperfekt (vollendete Vergangenheit) | er hatte getreten      | wir hatten gekauft    |
| Futur I (Zukunft)                          | er wird treten         | wir werden kaufen     |
| Futur II (vollendete Zukunft)              | er wird getreten haben | er wird gekauft haben |

| Genus Verbi (Diathese) | Genus Verbi (Diathese) | treten             | kaufen          |
| ---------------------- | ---------------------- | ------------------ | --------------- |
| Aktiv                  | Aktiv                  | ich trete          | ich kaufe       |
| Passiv                 | Vorgangspassiv         | ich werde getreten | es wird gekauft |
| Passiv                 | Zustandspassiv         | ich bin getreten   | es ist gekauft  |

| Partizipien | treten   | kaufen  |
| ----------- | -------- | ------- |
| Partizip I  | tretend  | kaufend |
| Partizip II | getreten | gekauft |

Oft genügt es beim Erlernen einer Sprache, sich ein paar wenige Formen pro Verb zu merken und dann mittels Regeln alle anderen Formen daraus zu bilden. Im Speziellen bezeichnet man mit Konjugation in diesem Sinne auch die Gruppe von Verben, deren Formen mit einheitlichen Regeln gebildet werden können, eine Konjugationsklasse.
- schwache Konjugation: kaufen – kaufte – hat gekauft
- starke Konjugation: treten – trat – hat getreten

## Konjugation in anderen Sprachen

### Synthetische und periphrastische Konjugation
Nicht alle Sprachen bilden im gleichen Umfang wie im Deutschen Verbformen mit Hilfsverben.
- Beispiel mit Hilfsverb: ich zerstöre – ich habe zerstört (Deutsch)
- Beispiel ohne Hilfsverb: deleo – delevi (Latein)

Das Lateinische bildet aber eine Verbalperiphrase im Perfekt Passiv:
- deletus est „er ist zerstört worden“.

### Grundlagen von Konjugationsklassen
Im Deutschen ist die Unterscheidung in der Vergangenheitsbildung zwischen starken und schwachen Verben eine Eigenschaft des Verbstamms, die nicht äußerlich ablesbar ist:
- tragen – trug / sagen – sagte
- sehen – sah / flehen – flehte

Im Lateinischen kann die Einteilung der Klassen an verschiedenen sogenannten Themavokalen festgemacht werden:
- a-Konjugation: amare, laudare
- ē-Konjugation: monēre
- i-Konjugation: audire
- kurzvokalische i-Konjugation: capere
- konsonantische Konjugation: regere

### Sprachen mit mehreren Konjugationsklassen
Siehe unter:
- Lateinische Grammatik #Konjugationsklassen
- Spanische Grammatik #Formen: Einfache Zeiten und Modi im Aktiv
- Italienische Grammatik #Konjugation der einfachen Zeiten
- Rumänische Grammatik #Konjugationsklassen
- Schwedische Sprache #Verben
- Lettische Sprache #Verben
- Sanskrit #Verben

## Konjugationslexika
1842 erschien in französischer Sprache ein eigenes Nachschlagewerk für Konjugationsformen, das auch heute noch unter dem Namen seines Autors als Bescherelle bekannt ist.

### Deutsch
- Konjugation deutscher Verben im Wiktionary
- „Das Verb“ in der Canoonet-Grammatik bei dict.leo.org
- Verbtabellen mit gekennzeichneten Personalendungen, Stammänderungen und Hilfsverben
- Generierung deutscher Verbformen durch ein Computerprogramm der Uni Leipzig.

### Latein
- Übersicht lateinischer Konjugationen

### Englisch
- Online englische Verben konjugieren (alle Zeiten in positiver/negativer Form sowie in Fragen)

### Französisch
- Online französische Verben konjugieren

### Spanisch
- Online spanische Verben konjugieren

### Verschiedene Sprachen
- Online Verben konjugieren (deu, eng, fra, ita, spa)
- Online Verben konjugieren (deu, eng, fra, ita, spa u. v. m.)